# Oberröblingen

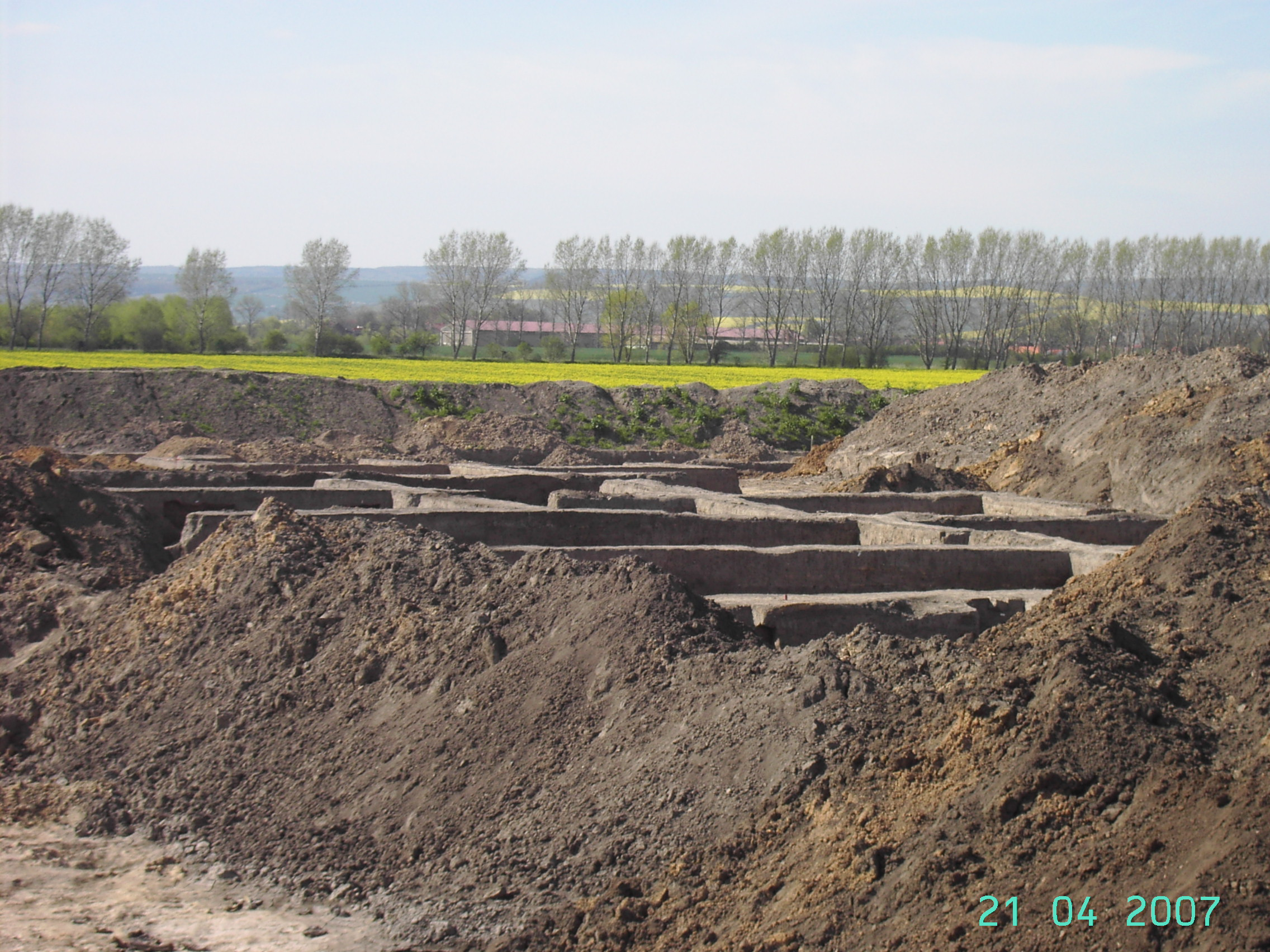
Archäologische Grabungen bei Oberröblingen

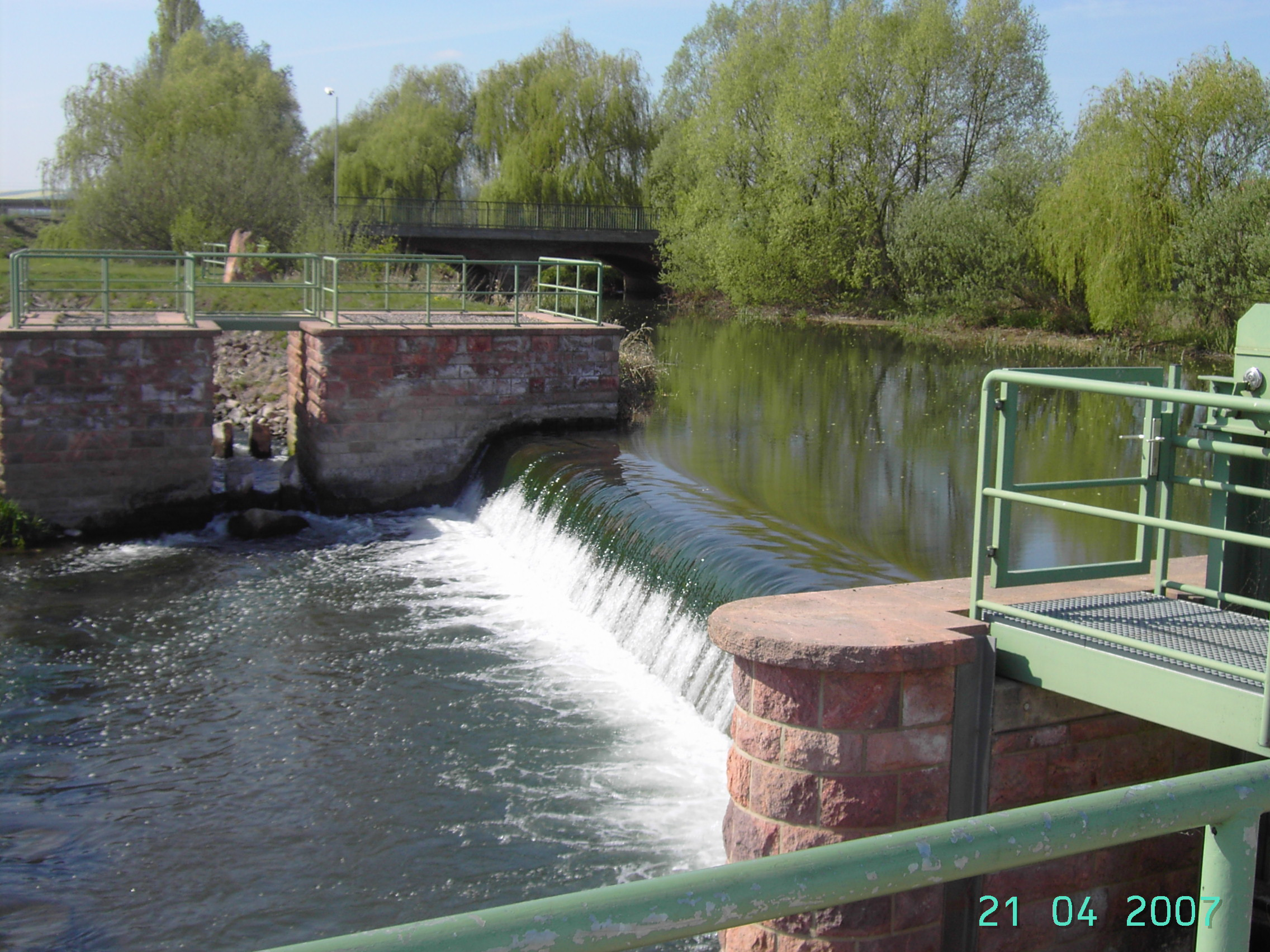
Oberröblinger Wehr

Oberröblingen ist ein Stadtteil der Stadt Sangerhausen in Sachsen-Anhalt.

## Lage
Der Ortsteil Oberröblingen liegt an der Helme, direkt an den Bundesautobahnen A 38 und A 71. Die B 86 führt direkt durch den Ortsteil, der an Bahnstrecke Sangerhausen–Erfurt liegt.

## Geschichte
In einem zwischen 881 und 899 entstandenen Verzeichnis des Zehnten des Klosters Hersfeld (Hersfelder Zehntverzeichnis) wird Röblingen gemeinsam mit den anderen drei Orten mit diesem Namen als zehntpflichtiger Ort Rebiningi im Friesenfeld erstmals urkundlich erwähnt. Daher wurde 1981 in Oberröblingen die 1100-Jahr-Feier begangen.
Weitere frühe Erwähnungen stammen von 1134, 1139 und 1155. In den Jahren 1277 und 1279 stellte Graf Friedrich von Klettenberg Urkunden in „Rebeningen“ aus. Karl Meyer vermutete, dass dieser Klettenberger Graf hier eine Burg erbaut hatte, auf der er als Letzter seines Geschlechtes wohnte, nachdem er die Reste der Grafschaft Klettenberg und alle Reichslehen seiner Familie an die Grafen von Hohnstein verkauft und die übrigen Besitzungen und Rechte an die umliegenden Klöster Ilfeld, Kapelle, Kelbra und Walkenried veräußert hatte. Graf Friedrich von Klettenberg starb nach 1279. Im ausgehenden 13. Jahrhundert werden nunmehr die Grafen zu Stolberg als neue Besitzer der Burg genannt. Wie die Übernahme von Oberröblingen durch die Stolberger erfolgte, die Karl Meyer um das Jahr 1286 vermutet, ist unbekannt. Unumstritten ist aber, dass die Stolberger damit unmittelbar südlich des sich rasch zu einer bedeutenden Bergstadt entwickelnden Sangerhausen festen Fuß gefasst hatten.
1311 besaßen die Grafen zu Stolberg als Lehen des Bischofs von Halberstadt den Zehnt in den Fluren „der Dörfer Rieth“ und 1316 in „Widenhorst“. Die Einkünfte aus diesen, früher zum stolbergischen Komitat Voigtstedt gehörigen Dörfer unterstellten sie ihrer Burg Rebeningen, für die sich allmählich der noch heute gebräuchliche Name Röblingen bzw. Oberröblingen im Unterschied zu Niederröblingen durchsetzte. Daraus entstand das Burgamt Röblingen, zu dem noch das Dorf Edersleben gezogen wurde, das die Stolberger 1383 zur Hälfte von den Grafen Dietrich und Heinrich von Hohnstein(-Kelbra) für die Summe von 376 Mark Nordhäuser Währung aus dem früheren Grafschaftsbezirk Voigtstedt erworben hatten.
Graf Heinrich zu Stolberg betrachtete Röblingen als allodialen Besitz und bot ihn aus bislang noch nicht völlig geklärter Ursache 1392 dem Landgrafen Balthasar von Thüringen als Lehen an. Dieser nahm das Angebot an und verpflichtete sich, dass dieses Amt, neben den Ämtern Ebersberg und Roßla, beim Tod des Grafen Heinrich ohne Hinterlassung von männlichen Erben auch an dessen Töchtern fallen sollte. Dies führte zu einem Erbstreit nach Heinrichs Tod, denn der nächsterbberechtigte Sohn des Mannesstammes, Graf Heinrich (Sohn des Grafen Otto II. zu Stolberg), machte seine Ansprüche geltend und nahm diese drei Ämter ohne Widerspruch des Lehnsherren ein. Dessen Erbe wiederum, Graf Botho zu Stolberg, zog das seinen Besitzungen näher gelegene Schloss Hohnstein dem Schloss Röblingen vor und verpfändete Letzteres für 1.000 Mark an die beiden Herren Heinrich und Friedrich von Heldrungen und deren Mutter Agnes, wozu der Landgraf Friedrich d. J. von Thüringen am 18. November 1417 als Lehnsherr seine Einwilligung gab. Im Gegenzug dafür erhielt er wahrscheinlich die Heldrunger Hälfte an Hohnstein.
Durch die Erbverbrüderung von 1433 hatten die Grafen von Hohnstein und von Schwarzburg einen Anspruch auf Röblingen für den Fall, dass die stolbergischen Lehnsträger in männlicher Linie aussterben würden. Herzog Wilhelm von Sachsen erneuerte diesen Anspruch auf dem Landtag von Weißensee am 8. Januar 1446 gegenüber Graf Heinrich von Schwarzburg. Für treue Dienste belehnte der Herzog Graf Botho zu Stolberg wenige Monate später, am 28. Juli 1446, mit dem Gericht und einem Teil der Gerechtigkeit, die er als Landgraf von Thüringen bisher im Schloss und Dorf Röblingen besessen hatte. Doch Röblingen konnte auf die Dauer von den Stolbergern nicht gehalten werden. Nachdem es neben Roßla seit 1456 als Leibgedinge der Witwe des Grafen Botho diente, beurkundete Herzog Georg von Sachsen am 22. März 1504, dass ihm Graf Heinrich d. Ä. und seine beiden Söhne Heinrich d. J. und Botho zu Stolberg aufgrund von Schulden in Höhe von 14.500 sächsischen Gulden das Schloss Röblingen mit den dazugehörigen Dörfern, die sie bisher vom Herzog zu Lehen hatten, verkauft haben. Zehn Jahre später, am 13. September 1514, überließ der in Geldnöten befindliche Herzog Amt und Schloss dem Grafen Botho zu Stolberg wiederkäuflich für die Summe von 12.000 Talern auf sechs Jahre. Die Einlösung des Burgamtes durch Herzog Georg von Sachsen erfolgte zu Michaelis 1520. Er gliederte es seinem Amt Sangerhausen an, bei dem es bis 1815 blieb, bevor es das Königreich Preußen fiel. Mit dem Verlust von Oberröblingen hatten die Stolberger einen bedeutenden wirtschaftlichen und politischen Posten an einer wichtigen Nord-Süd-Achse zwischen Harz und Thüringer Becken eingebüßt. Zum Amt gehörte die heutige Wüstung Weidenhorst.
Westlich des Ortes befand sich das Zisterzienserinnenkloster Rohrbach.
Am 1. Oktober 2005 wurde die bis dahin politisch eigenständige Gemeinde Oberröblingen nach Sangerhausen eingemeindet.
Oberröblingen wurde zum Jahreswechsel 2023/2024 von  schweren Unwetter und Überschwemmungen heimgesucht.

## Kultur und Sehenswürdigkeiten

### Gedenkstätten
- Grabstätte auf dem Ortsfriedhof für einen unbekannten KZ-Häftling, der bei einem Todesmarsch im April 1945 aus dem KZ Dora-Mittelbau ums Leben kam.

## Söhne und Töchter
- Adolf Kaempffer (1896–1983), Schriftsteller der Kolonialliteratur
- Erika Arlt (1926–2015), Heimatforscherin